# Na Titanike
| Recensione | Giudizio |
| ---------- | -------- |
| InterMedia | 7/10     |

Na Titanike (in russo На Титанике?) è un singolo della rapper russa Instasamka e della cantante israelo-russa Lolita, pubblicato il 10 novembre 2023.
È stato riconosciuto nella categoria di miglior reinterpretazione alla gala annuale di Muz-TV.

## Video musicale
Il video musicale, diretto da Anton Men'šikov, è stato reso disponibile il 26 dicembre 2023 attraverso il canale YouTube della rapper.

## Tracce
Musiche di Andrej Frolov e Oleg Eropkin.
1. Na Titanike – 2:33

## Formazione
- Instasamka – voce
- Lolita – voce
- MoneyKen – produzione

## Classifiche
| Classifica (2023) | Posizione massima |
| ----------------- | ----------------- |
| Lettonia          | 13                |